# Thirty Meter Telescope
A Harminc méteres távcső (angolul Thirty Meter Telescope, TMT) amerikai, kanadai, japán, kínai és indiai együttműködéssel tervezett csillagászati óriástávcső a hawaii Mauna Kea vulkán tetején. A Keck Obszervatórium távcsöveinél bevált elrendezés továbbfejlesztésével tervezett, altazimutális elrendezésű Ritchey–Chrétien-távcső 30 méter átmérőjű főtükre 492 darab, egyenként 1,4 méteres tükörszegmensből áll majd. A sziget őslakosai tiltakoztak ellene, mert szerintük egy szent hegyről van szó, és az építmény megakadályozza őket a vulkán vallási használatában.

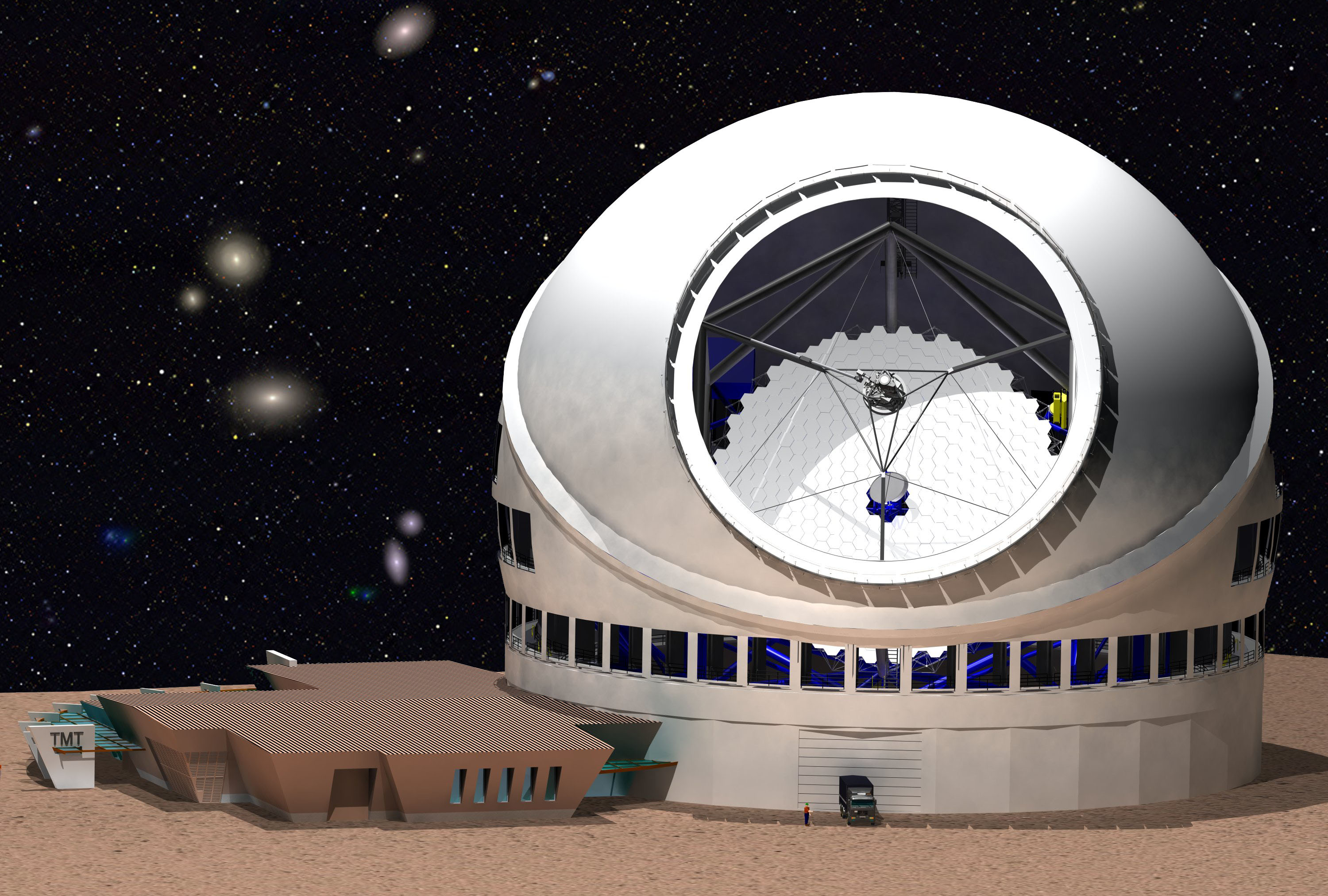
A Harminc méteres távcső 2007-es látványterve

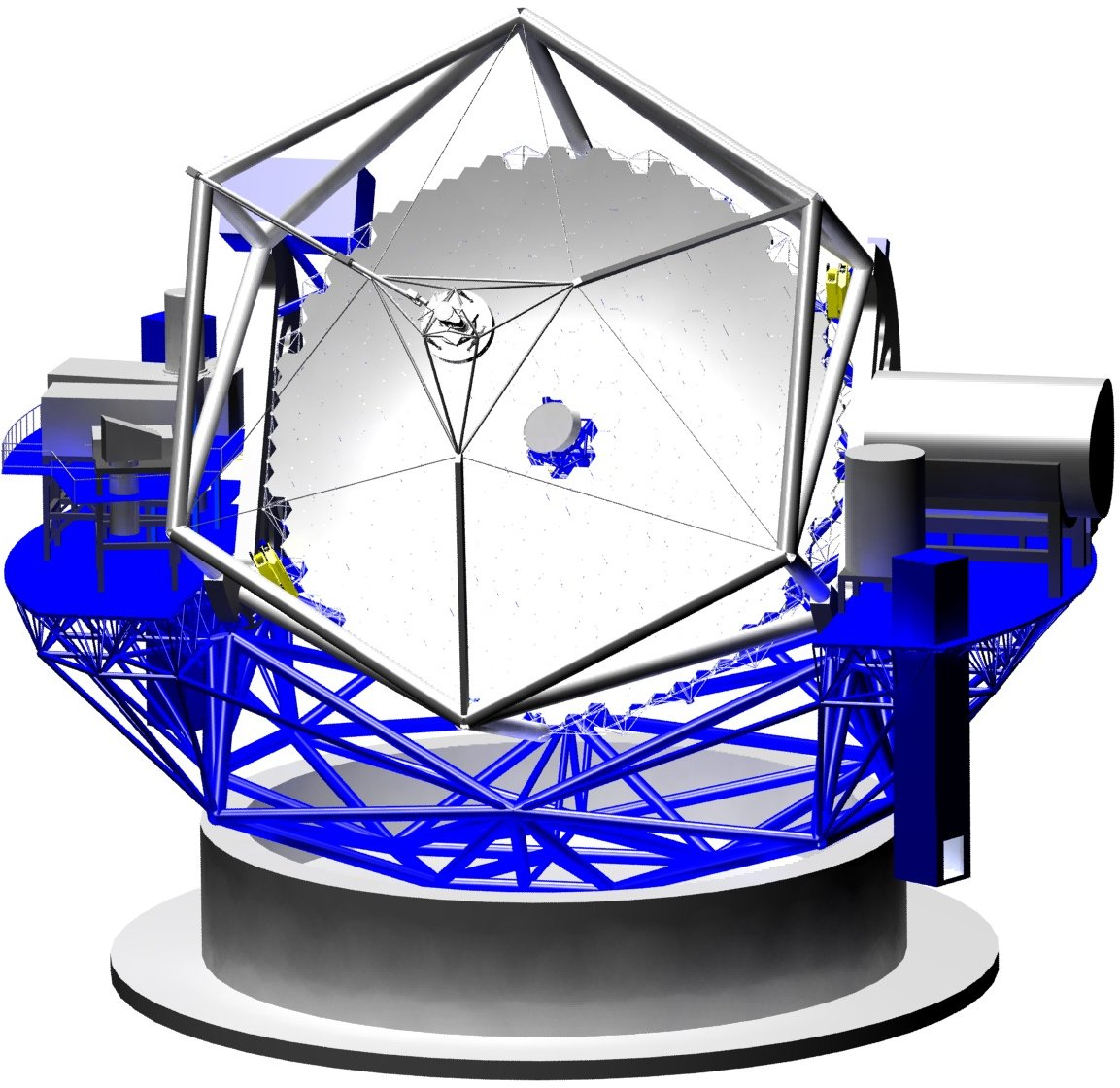
A TMT felépítése

## Tudományos céljai
A jelenlegi csillagászati távcsöveknél lényegesen nagyobb átmérőjű távcső tudományos céljai többek között:
- A sötét energia és a sötét anyag kozmoszra gyakorolt hatásának felmérése
- A reionizációs korszak jobb megismerése
- Az első galaxisok születésének vizsgálata, a galaxisfejlődés követése az Univerzum élettartamán belül
- A galaxisok és a szupermasszív fekete lyukak kölcsönhatásainak vizsgálata
- 10 millió parszeken belüli galaxisok csillagokra bontása
- A csillag- és bolygókeletkezés jobb megismerése
- Exobolygók felfedezése, felszínükön földön kívüli élet keresése
- A Kuiper-öv objektumainak jobb megismerése
- A Naprendszer bolygói légkörének és meteorológiájának jobb megismerése

## Külső hivatkozások
- A TMT honlapja (angolul)